# Jean-Antoine de Mesmes

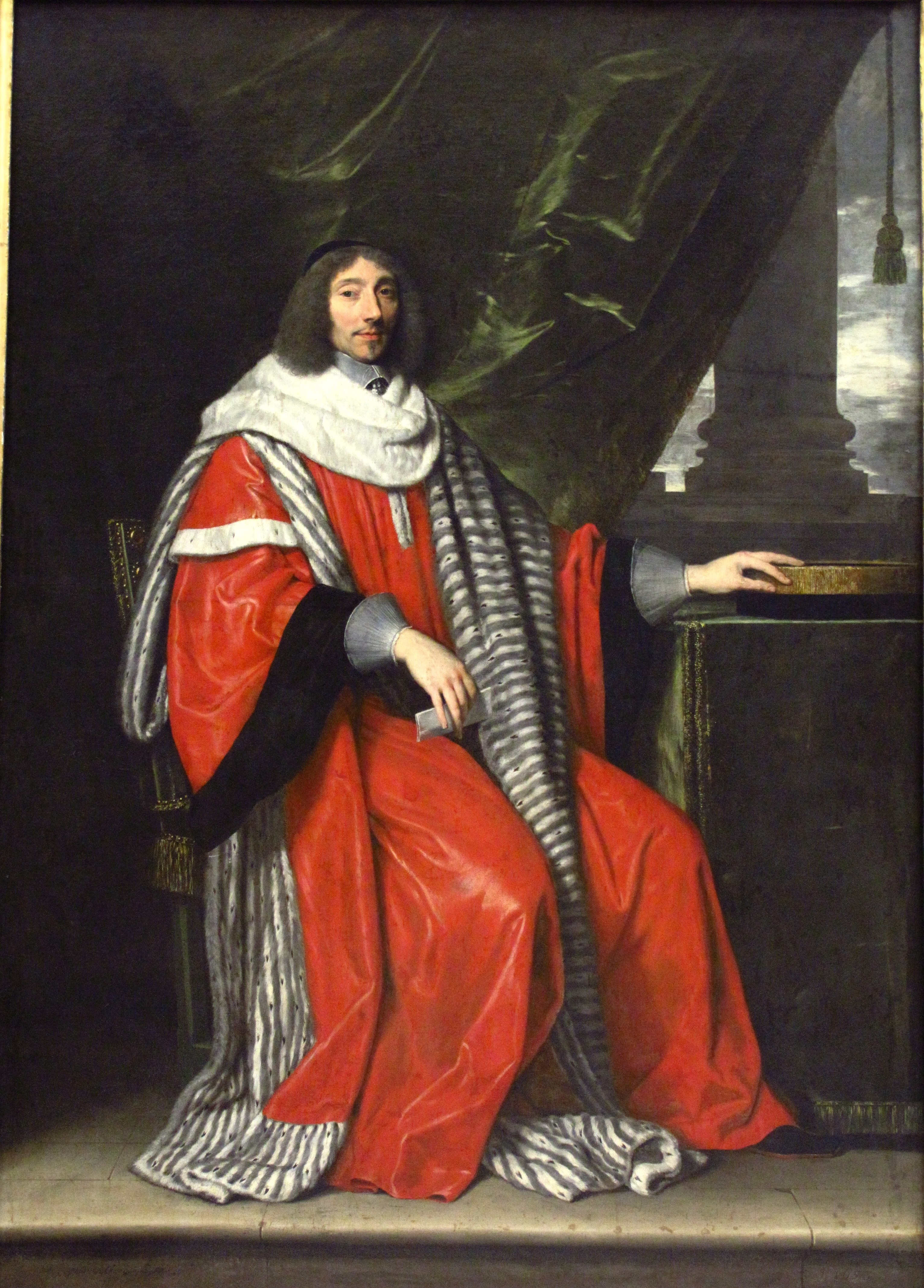
Jean-Antoine de Mesmes, presidente del Parlamento de París de 1707 a 1723.

Jean-Antoine de Mesmes, conde de Avaux (París, 1661 - 23 de agosto de 1723), fue un magistrado francés. Electo miembro de la Academia Francesa para el asiento número 22.

## Datos biográficos
El conde de Avaux fue hijo de Jean-Jacques de Mesmes quien, al igual que él, fue magistrado francés. Fue elegido miembro de la Academia Francesa en 1710.  Fue el primer presidente del Parlamento de París. Fue también asiduo a los salones literarios denominados Grandes Nuits de Sceaux que eran eventos del círculo de los Caballeros Abeja, orden de caballeros que organizó la duquesa de Maine en su Castillo de Sceaux.

## Obra
- Discours de réception et réponse de François de Callières (1710).[2]